# Flash Love
Pour plus de détails, voir Fiche technique et Distribution.
Flash Love est un film français réalisé en 1968 par Max Kalifa sous le pseudonyme Jean-Marie Pontiac et sorti en 1972.

## Fiche technique
- Titre : Flash Love[1]
- Autre titre : Un soir, une nuit
- Réalisation : Jean-Marie Pontiac
- Scénario et dialogues : Max Kalifa
- Photographie : Jean-Jacques Renon
- Son : Pierre Davantur
- Musique : Éric Charden
- Société de production : Pyramide Films
- Pays d'origine :  France
- Durée : 90 minutes
- Date de sortie : 4 octobre 1972

## Distribution
- Paul Guers : Alain
- Geneviève Grad : Jeanne
- Gérard Klein : Yvan
- Bernard Lavalette : le rédacteur en chef